# هانس مالهورن
هانس مالهورن (انگلیسی: Hans Mehlhorn; ۱۶ ژانویهٔ ۱۹۰۰ – ۲ ژوئیهٔ ۱۹۸۳) از برندگان مدال‌های بازی‌های المپیک زمستانی اهل آلمان بود.